# Numata
Numata (jap. 沼田市, -shi) ist eine Stadt im Norden der Präfektur Gunma. Die Verarbeitung von Holz war jeher für die Entwicklung der Stadt prägend. Numata liegt zentral im Verwaltungsgebiet Hokumô.

## Geographie
Die Stadt liegt im Norden von Gunma und ist von Bergen wie dem Akagi oder Hotaka (武尊山, -yama), die zu den 100 berühmten Bergen Japans zählen, komplett umringt. Auf einer Gesamtfläche von 443,45 Quadratkilometer erstreckt sich die von Natur umgebene Stadt. Höhenunterschiede von 250 m bis zu 2000 m über den Meeresspiegel prägen das in den Osten und Westen langgezogenen Stadtgebiet. Maßgebend für die Entstehung der Flussterrassen waren die Flüsse Tone, Katashina (片品川, -gawa) und Usune (薄根川, -gawa).

## Angrenzende Städte und Gemeinden
- Präfektur Gunma:
  - Maebashi, Kiryû, Shibukawa, Midori
  - Takayama (高山村, -mura) Landkreis Agatsuma (吾妻郡, -gun)
  - Katashina (片品村, -mura) Landkreis Tone (利根郡,-gun), Kawaba (川場村, -mura), Shôwa (昭和村, -mura), Minakami (みなかみ町, -machi)
- Präfektur Tochigi: Nikkô

## Klima
Das Klima in Numata wird von den Einflüssen des Japanischen Meeres, des Pazifiks und der Lage innerhalb der Chûbu-Region bestimmt. Die Jahresdurchschnittstemperatur beträgt 11,6 Grad Celsius. Der Sommer ist vergleichsmäßig mild, jährlich gibt es im Hochsommer durchschnittlich 2,7 besonders heißen Tagen. Die seit Beginn der Aufzeichnungen höchste gemessene Temperatur beträgt 37,4 Grad Celsius. Der Winter in Numata ist bestimmt von kalten Winden aus Richtung des Japanischen Meeres und es kommt regelmäßig zu Schneefällen. Durch das gemäßigte Klima der japanischen Pazifikküste gibt es, im Gegensatz zum anliegenden Minakami (みなかみ町, -machi), vergleichsmäßig wenig Niederschläge.

## Geschichte
Nachdem sich 1532 (Tenbun 1) die Familie Numata niederließ, etablierte sich die Burgstadt in den folgenden 300 Jahren bis zur Meiji-Zeit unter den Sanada, Honda, Kuroda und Toki (土岐氏) zum Zentrum der Tone-Region. Mit der Anbindung an das Streckennetz der damalig staatlichen Jôetsu-Linie 1924 (Taishô 13) wurde Numata zum Verteilerzentrum von Produkten und Erzeugnissen aus Land- und Forstwirtschaft.
Durch die Nutzung des in Fülle vorhandenen Rohstoffes Holz stieg die Anzahl der Fabriken nach Kriegsende und es etablierten sich allmählich die Fundamente der holzverarbeitenden Industrie. Im April 1954 (Shôwa 29) fusionierte die Ortsgemeinde Numata (沼田町, -machi) mit den Dörfern Tonami (利南村, -mura), Ikeda (池田村, -mura), Usune (薄根村, -mura) und Kawada (川田村, -mura) zur Stadt Numata (沼田市,-shi). Im Februar 2005 (Heisei 17) schlossen sich auch die Dörfer Tone (利根村, -mura) und Shirasawa (白沢村, -mura) Numata an.
Im Auftrag der Stadt starteten 2017 (Heisei 29) die Reparaturarbeiten zur Wiederverwertung des ungenutzten Geschäftsgebäudes Green Bell 21 (グリーンベル21). Die in der Stadt verstreuten Rathausgebäude wurden zusammengefasst und ein Zentrum für bürgerliches Leben mit vielfältigen Geschäften und Dienstleistungen geschaffen. Die Neueröffnung des multifunktionale Gebäudes unter dem Namen „Terrace Numata“ (テラス沼田, Terasu numata) fand im Mai 2019 (Reiwa 1) statt.
Neben dem Rathaus befindet sich in dem Gebäude unter anderem das Café Ippo (福祉カフェippo, Fukushi kafe ippo), das Geschichtsarchiv der Stadt, der „Community Terrace“ genannte Treffpunkt für Gemeindeaktivitäten, ein Kinderspielplatz, eine Anlaufstelle für Existenzgründung und Unternehmensförderung, ein Fitnessstudio, die staatliche Arbeitsagentur Hello Work (ハローワーク, Harô wâku), ein Ableger der Industrie- und Handelskammer, die soziale Wohlfahrtskommission, der lokaler Radiosender FM OZE sowie ein Restaurant. Das Gebäude hat darüber hinaus über den zweiten Stock einen direkten Zugang zur Stadtbibliothek und dem Parkhaus.

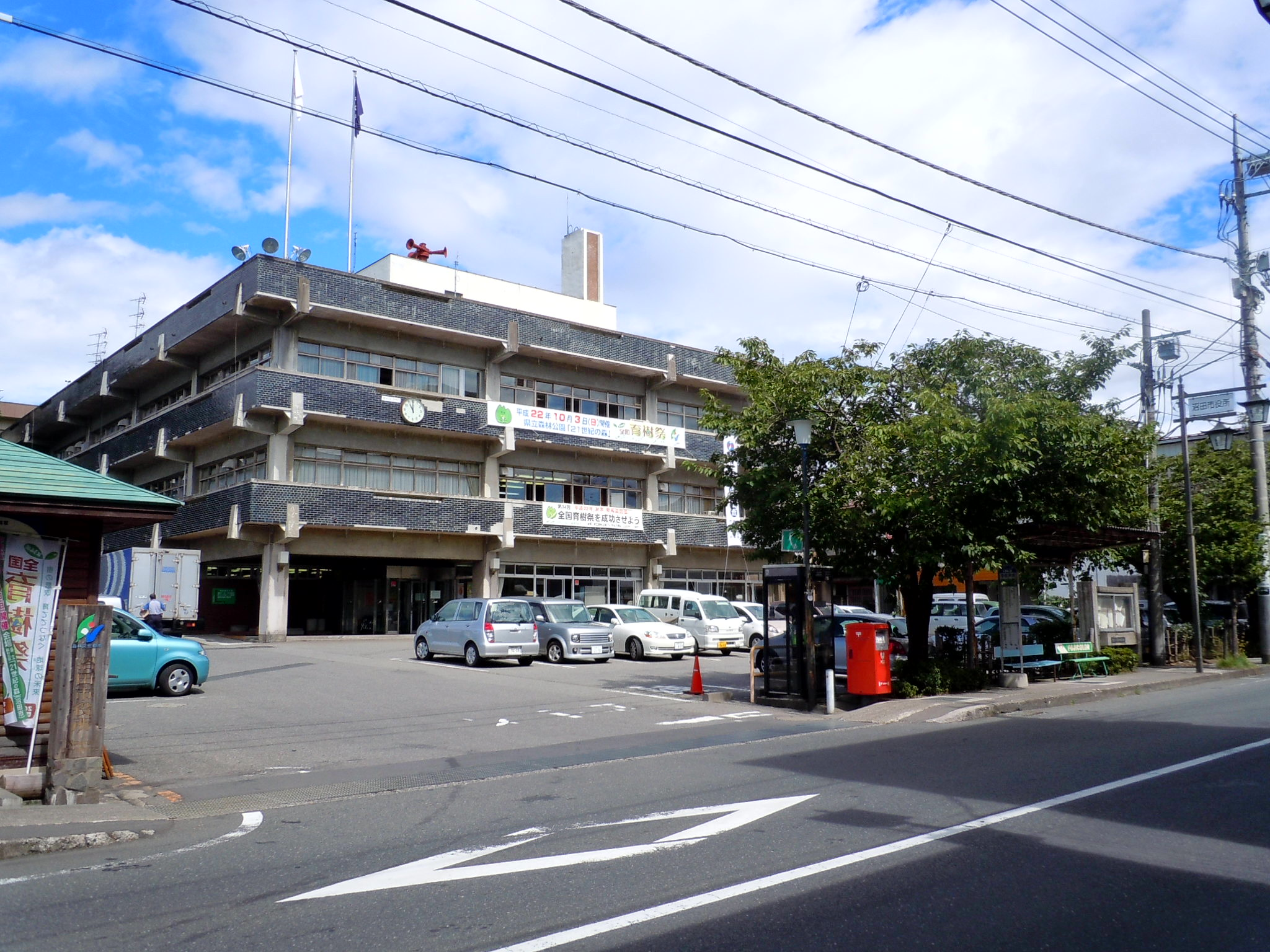
Ehemaliges Rathaus von Numata
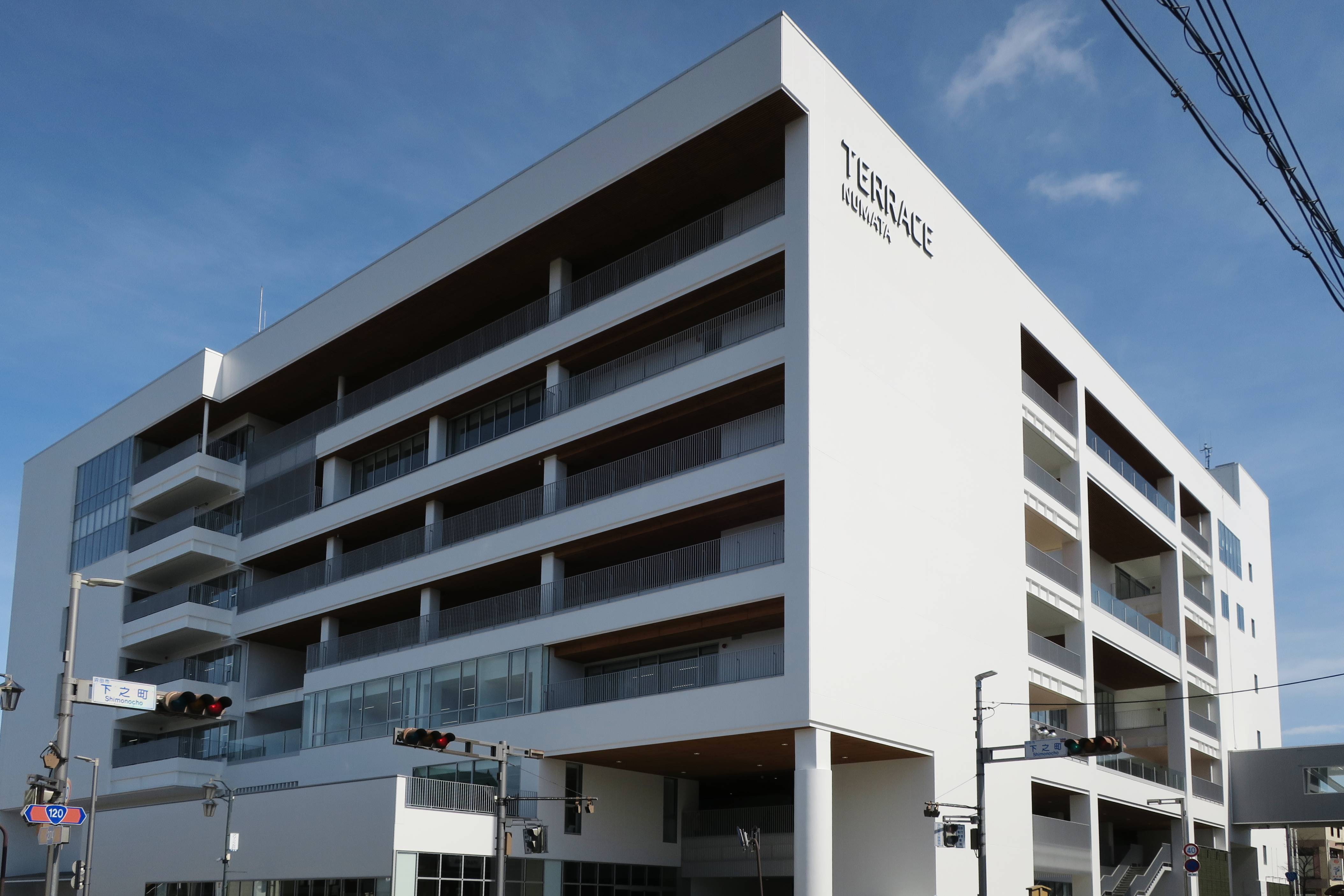
Neues Rathausgebäude Terrace Numata

## Wirtschaft
Groß- und Einzelhandel, Gaststätten und Hotelgewerbe, Bauwirtschaft sowie verarbeitendes Gewerbe zählen zu den erfolgreichen Branchen in Numata.
Drei der sechs größten Unternehmen sind in der Holzverarbeitung und zwei Firmen sind in der Verarbeitung und der Herstellung von Kunststoffartikel tätig. Die drittgrößte Sparte ist die Herstellung von Lebensmitteln.

## Kultur und Sehenswürdigkeiten
Zahlreiche Volksfeste wie das durch den Tengu-Umzug berühmte Numata-Fest (沼田まつり, Numata matsuri), das Oigami Onsen Riesenschlangen-Fest (老神温泉大蛇まつり, Oigami onsen daija matsuri) sowie Theater- und Puppenspielkunst haben sich in Numata zur traditionellen Unterhaltungskunst entwickelt. Geprägt von den ausgedehnten Waldgebiete hat auch das Holzhandwerk lange Tradition in Numata.

## Forst- und Kulturstadt
Neben hohen Bergen und Flüssen prägen ausgedehnte Waldgebiete das Landschaftsbild rund um Numata und über die Zeit hat sich eine ausgeprägte Forstwirtschaft und -kultur etabliert. Seit Februar 1990 (Heisei 2) unterstützt die Stadt aktiv diesen Kultur- und Industriezweig und erklärte Numata zur ersten „Waldkulturstadt“ (森林文化都市, Shinrin bunka toshi) Japans. Das Symbolzeichen der Stadt spiegelt dieses Zusammenleben von Mensch und Natur wider. Es stellt ein „N“ dar, wobei die linke Hälfte mit einem grünen Baumblatt für Numatas Wälder und die Forstwirtschaft steht. Der rechte Teil zeigt einen lebensfreudigen Bürger mit rot gefärbten Kopf. Der blaue Körper steht für Numatas Flüsse, deren Wasserkraft einen wichtigen Faktor in der städtischen Stromerzeugung spielen.
Das Stadtmaskottchen sind die drei Waldfeen „Numatanchi“ (ぬまたんち). Die Nu-kun (ぬっくん), Ma-kun (まっくん) und Ta-kun (たっくん) genannten Maskottchen sind eine Kombination aus Wald und Mensch und sollen die Wechselbeziehung sowie Nähe zwischen Mensch und Natur verdeutlichen. Der Geschichte nach bewacht Numatanchi Numatas Wälder und darüber hinaus sind die drei Stadtmaskottchen bei vielen Veranstaltungen der Stadt oder der Präfektur anzutreffen.

## Veranstaltungen
- Numata Fest (沼田まつり, Numata matsuri): Das dreitägige Fest Anfang Juli zieht jährlich über 200.000 Besucher an. Die zahlreichen Mando (山車) genannten prächtig geschmückten Festwagen sorgen für gute Stimmung. Berühmt ist das Numata Fest jedoch für die Tengu-Parade, bei der die Riesenmasken von Frauen geschultert durch die Stadt getragen werden.

- Numata Sanada Fest (上州沼田真田まつり, Jôshû numata sanada matsuri): Das Numata Sanada Fest findet im November statt. Nach dem Festumzug wird die Hochzeit des ehemaligen Burgherrn Nobuyuki Sanada (真田 信之, 1566–1658) und Prinzessin Komatsu (小松姫, -hime, 1573–1620) nachgespielt. Außerdem gibt es ein Schauschießen mit verkleideten Kriegern.
- Numata Feuerwerksfest (沼田花火大会, Numata hanabi taikai): Das auf Musik abgestimmt Feuerwerk ist zieht jedes Jahr viele Zuschauer an. Es gibt diverse Essensstände mit lokalen Spezialitäten und für Unterhaltung vor dem Feuerwerk ist in Form einer Bühnenshow gesorgt.

## Sehenswürdigkeiten
- Fukiware-Wasserfall (吹割れの滝, Fukiware no taki): Der 30 m breite und 7 m hohe Wasserfall wird auch Niagarafall Asiens genannt. Im Mai, zur Schneeschmelze, führt er besonders viel Wasser und ist ein sehr beliebtes Ausflugsziel.

- Flussterrassen (河岸段丘, Kagandankyû): Die Flussterrassen sind ein durch die drei Flüsse Tone, Katashina (片品川, -gawa) und Usune (薄根川, -gawa) entstandenes Kunstwerk.
- Tanbara Lavendel Park (たんばらラベンダーパーク): Von Juli bis August verwandelt sich das 1.300 m hoch gelegenen Plateau in einen violetten Teppich. Im Tanbara Lavendel Park blühen dann über 50.000 Lavendelbüsche. Es ist die größte Lavendel-Anbaufläche der Kantô-Region.
- Miroku-Tempel (弥勒寺, Miroku-ji): Die Tengu-Masken im Miroku-Tempel des Kashô Berges gehören zu den drei größten Tengu-Darstellungen in Japan. Sie sind bis zu 6,5 m hoch und die Nasen sind bis zu 2,8 m lang.

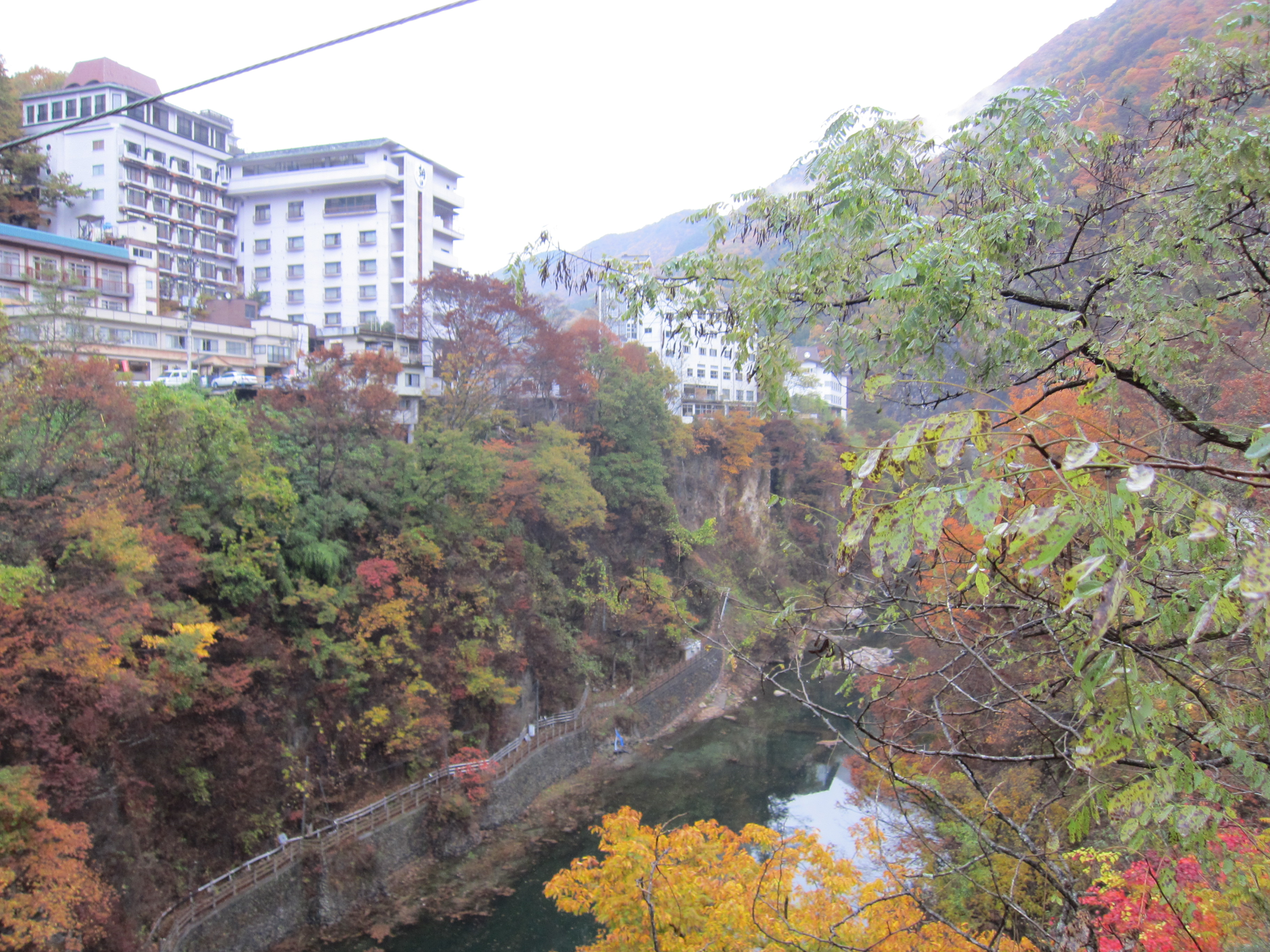
Oigami Onsen im Herbst
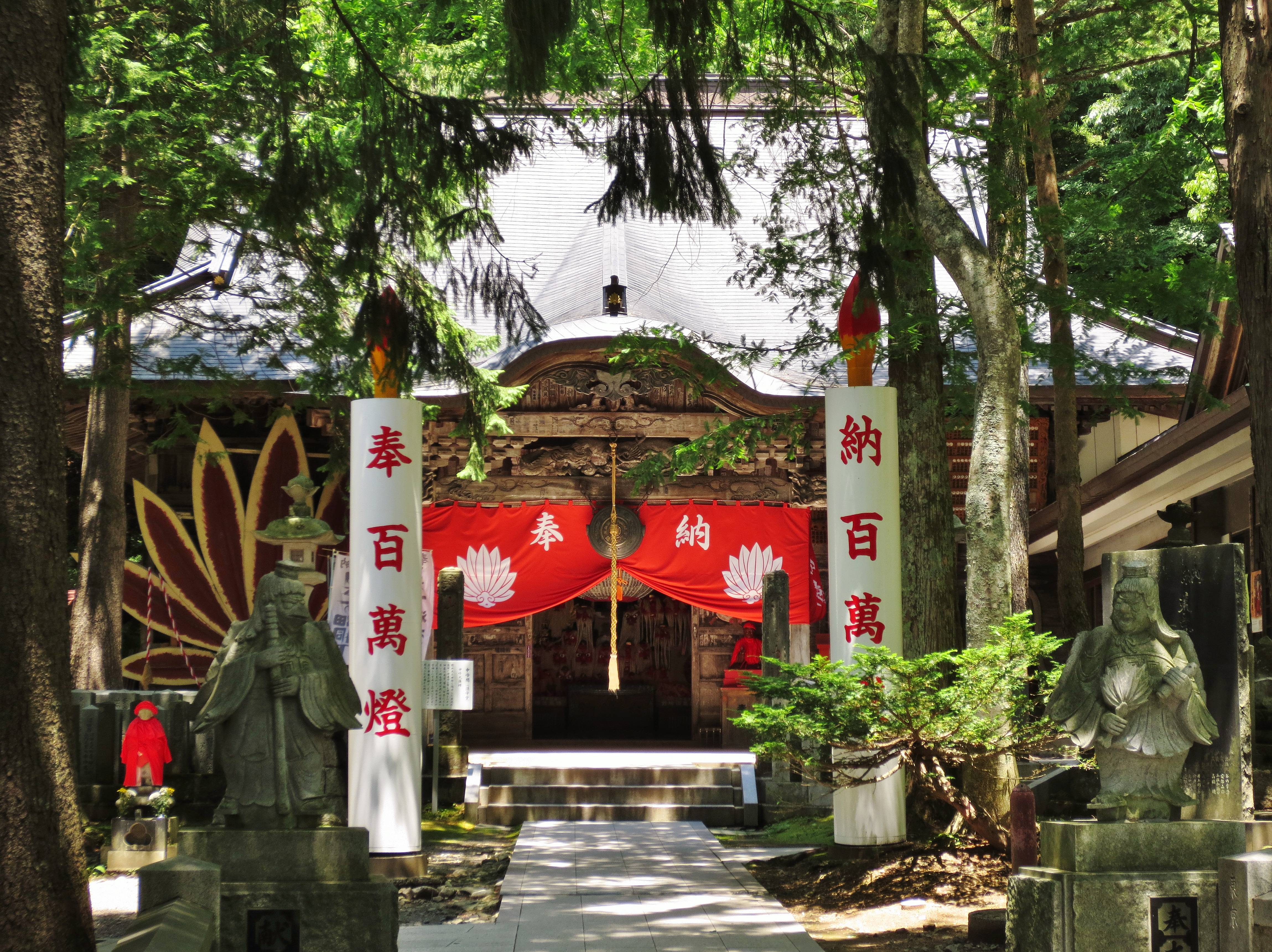
Miroku-Tempel auf den Berg Kashô
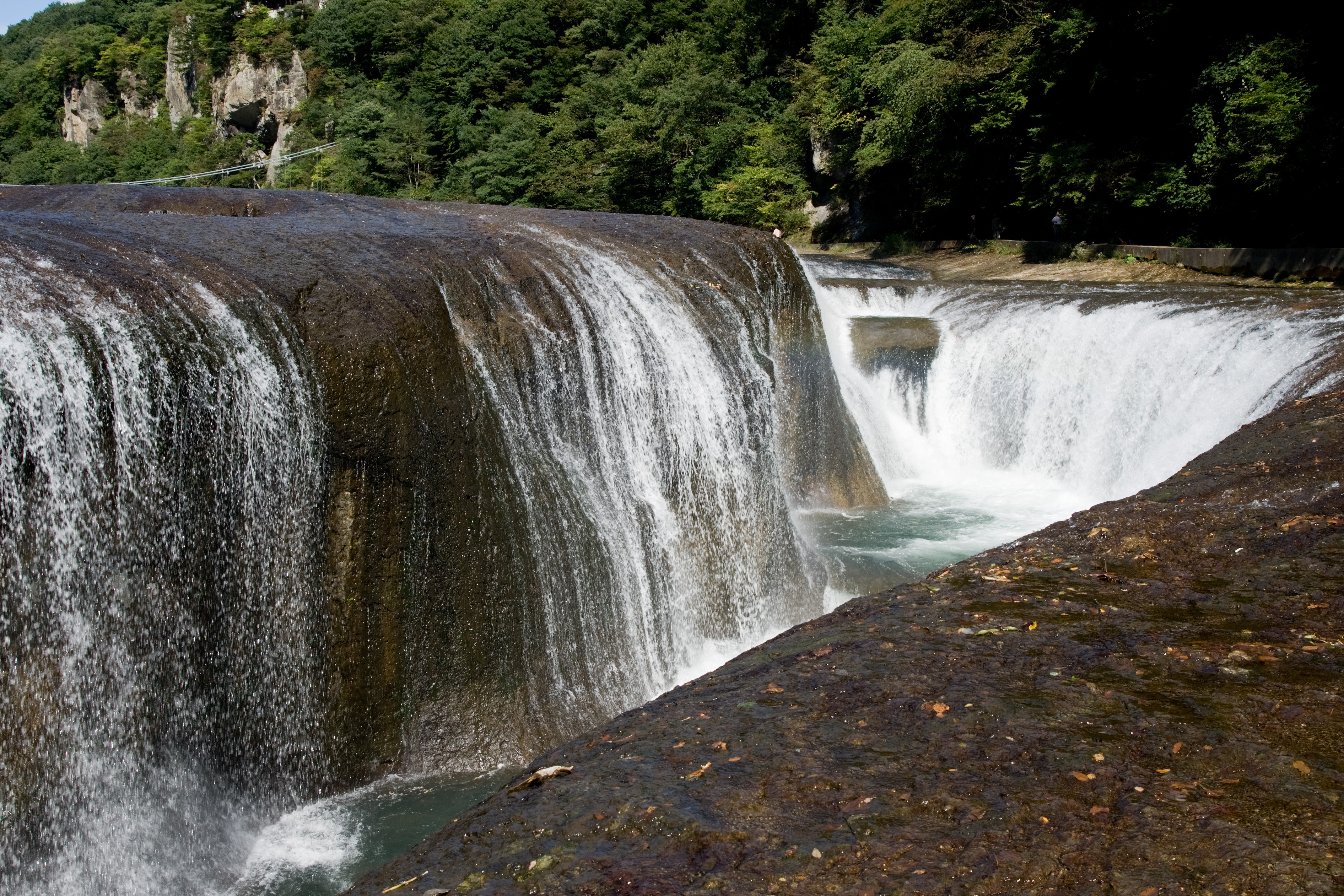
Fukiware-Wasserfall
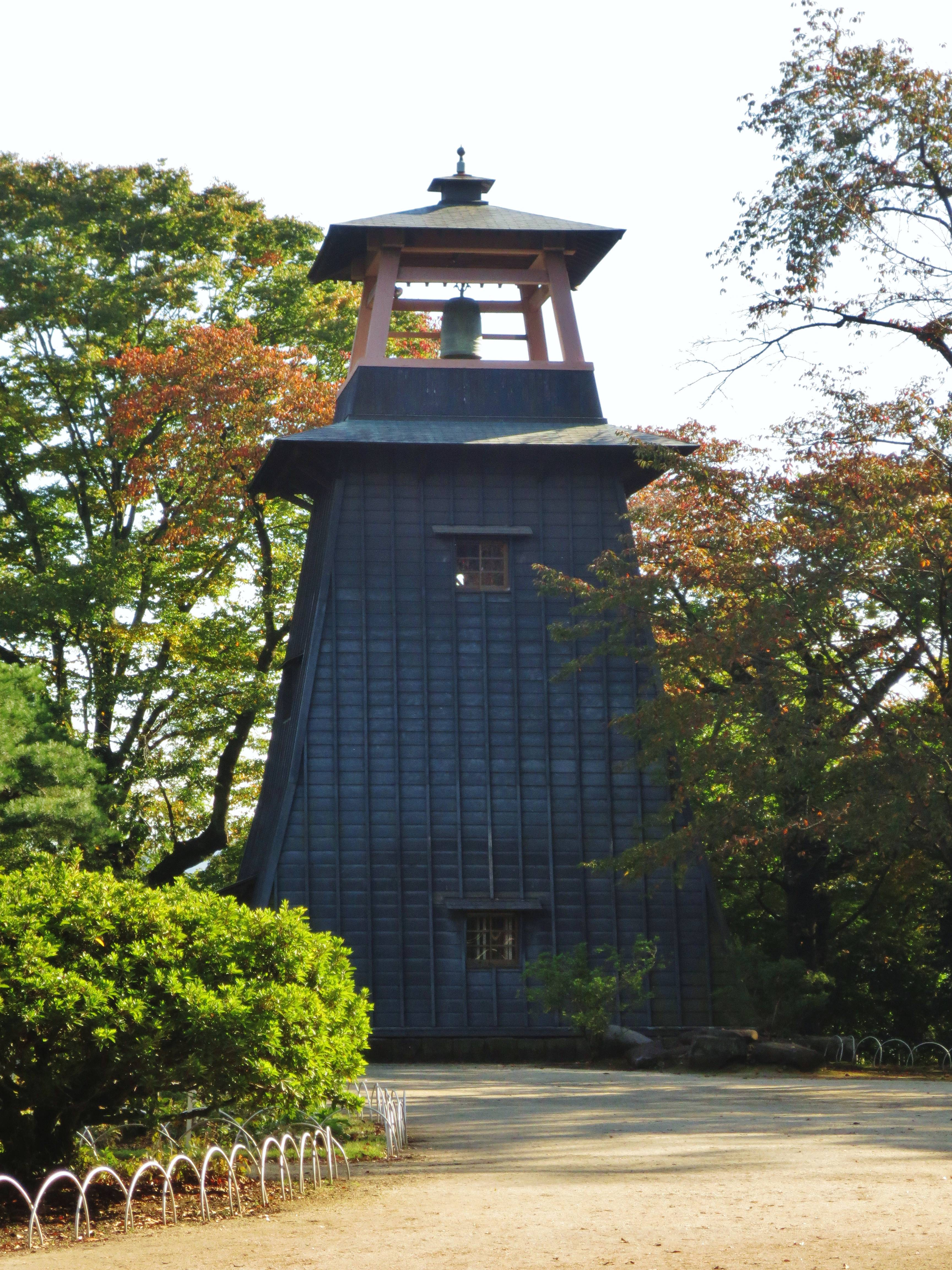
Glockenturm der Burg Numata

## Kulinarische Spezialitäten
Die Staatsstraße 120, die Numata mit Nikkô verbindet wird „Tonkatsu Straße“ (上州沼田とんかつ街道, Jôshû numata tonkatsu kaidô) genannt und ist berühmt für frittiertes Schnitzel vom Schwein. Außerdem ist Numata für Miso-Majû, drei auf Bambusspießchen gesteckte, gegrillte Teigklöße mit süß-würziger Miso-Paste sowie für das mit derselben Soße bestrichene Miso-Brot (味噌パン, Miso pan) bekannt. Auch die Buchweizennudelherstellung hat lange Tradition in Numata und jedes Jahr findet ein Amateur Soba-Wettbewerb statt. Es gibt zwei lokalen Sakebrauereien die „Nagai Honke“ (永井本家) und die „Ôtone Shuzô“ (大利根酒造). Numatas klare und frische Luft, gutes Grundwasser und das kalte Klima ermöglichen die Herstellung von erstklassigem Reiswein. Vor allem der im Winter hergestellte Sake ist unter Kennern sehr beliebt. Eine vergleichsmäßig neue kulinarische Spezialität ist das von Oberschülern erfundene Edama-Menchi (えだまメンチ), eine mit Panko umzogene frittierte Frikadelle, die mit Edamame-Bohnen gefüllt ist.

## Ehrenbürger der Stadt
- Taminosuke Kume (久米 民之助) 1861–1931, Geschäftsmann
- Ai Hoshino (星野 あい) 1884–1972, Rektorin
- Asamatsu Hosoya (細谷 浅松) 1885–1970, erster Bürgermeister der Stadt
- Ryûha Hayashi (林 柳涙) 1892–1974, Dichter
- Tatsue Ubukata (生方 たつへ) 1904–2000, Sängerin
- Taiken Yonekura (米倉 大謙) 1904–1994, Kalligraf
- Chûkô Ono (おの ちゅうこう) 1908–1990, Schriftsteller

## Persönlichkeiten
- Toshiya Tanaka (* 1997), Fußballspieler

## Sport
Dass sich Fechten zu einer beliebten Sportart in Numata entwickelt hat, ist auf Pfarrer Ono zurückzuführen, der 1961 (Shôwa 36) in der Kapelle der katholischen Gemeinde erste Fechtstunden gab. 1972 (Shôwa 47) wurde der Numata Fecht-Verein (沼田フェンシングク協会) gegründet der zur weiteren Verbreitung der Sportart Unterricht für Grund- und Mittelschüler anbot.
Im Rahmen der Olympischen Sommerspiele 2020 wurde 2017 eine Kooperationsvereinbarung zwischen der Stadt Numata und dem Deutschen Fechter-Bund unterzeichnet. Im Sinne der Vereinbarung wurde ein Trainingslager zur Vorbereitung auf die Fechtweltmeisterschaft 2018 in China vom 10. bis 16. Juli 2018 in Numata abgehalten.

## Städtepartnerschaften
- Shimoda, seit 1966
- Füssen, seit 1995

1995 (Heisei 7) wurde eine Städtefreundschaft mit Füssen in Bayern geschlossen. Die Partnerschaft mit Numata entwickelte sich aus Freundschaften, die sich anlässlich einer Reise von zwölf Musikern und Alphornbläsern des Musikvereins „Harmonie“ Füssen entlang der Japanischen Romantischen Straße ergaben. Eine zweite Städtepartnerschaft verbindet Numata seit 1966 mit der japanischen Stadt Shimoda in der Präfektur Shizuoka.

## Verkehr
- Straße:
  - Kan’etsu-Autobahn
  - Nationalstraße 17
- Zug
  - JR Jōetsu-Linie nach Niigata oder Takasaki